# 140980 Blanton
140980 Blanton è un asteroide della fascia principale. Scoperto nel 2001, presenta un'orbita caratterizzata da un semiasse maggiore pari a 2,9329037 UA e da un'eccentricità di 0,2993624, inclinata di 14,23422° rispetto all'eclittica.